# Partecipanti al Giro di Sardegna 2010
Elenco dei partecipanti al Giro di Sardegna 2010.

## Corridori per squadra
| Liquigas-Doimo      | Liquigas-Doimo         | Liquigas-Doimo      | Acqua & Sapone        | Acqua & Sapone          | Acqua & Sapone        | Miche                | Miche                | Miche                |
| ------------------- | ---------------------- | ------------------- | --------------------- | ----------------------- | --------------------- | -------------------- | -------------------- | -------------------- |
| 1                   | Valerio Agnoli         | 48º                 | 61                    | Massimo Codol           | 59º                   | 121                  | Michael Rasmussen    | 41º                  |
| 2                   | Francesco Bellotti     | 55º                 | 62                    | Francesco Failli        | 40º                   | 122                  | Pasquale Muto        | 79º                  |
| 3                   | Robert Kišerlovski     | 11º                 | 63                    | Stefano Garzelli        | 43º                   | 123                  | Przemysław Niemiec   | 6º                   |
| 4                   | Jacopo Guarnieri       | 93º                 | 64                    | Ruggero Marzoli         | 114º                  | 124                  | Edwin Carvajal       | 33º                  |
| 5                   | Roman Kreuziger        | 1º                  | 65                    | Francesco Masciarelli   | 14º                   | 125                  | Fortunato Baliani    | 39º                  |
| 6                   | Vincenzo Nibali        | 26º                 | 66                    | Dídac Ortega            | 110º                  | 126                  | Roberto Cesaro       | 116º                 |
| 7                   | Fabio Sabatini         | 60º                 | 67                    | Luca Pierfelici         | 111º                  | 127                  | Simone Campagnaro    | 115º                 |
| 8                   | Alessandro Vanotti     | 92º                 | 68                    | José Cayetano Sarmiento | 47º                   | 128                  | Luigi Gitto          | 109º                 |
| Lampre-Farnese Vini | Lampre-Farnese Vini    | Lampre-Farnese Vini | Colnago-CSF Inox      | Colnago-CSF Inox        | Colnago-CSF Inox      | German National Team | German National Team | German National Team |
| 11                  | Alessandro Petacchi    | 71º                 | 71                    | Alberto Contoli         | 68º                   | 131                  | Henning Bommel       | 83º                  |
| 12                  | Lorenzo Bernucci       | 52º                 | 72                    | Domenico Pozzovivo      | 8º                    | 132                  | Robert Bengsch       | 89º                  |
| 13                  | Daniele Righi          | 46º                 | 73                    | Federico Canuti         | 20º                   | 133                  | Robert Bartko        | 104º                 |
| 14                  | Mauro Da Dalto         | 72º                 | 74                    | Stefano Pirazzi         | 76º                   | 134                  | Stefan Schäfer       | 82º                  |
| 15                  | Francesco Gavazzi      | 12º                 | 75                    | Alan Marangoni          | 77º                   | 135                  | Erik Mohs            | R 3ª                 |
| 16                  | Manuele Mori           | 31º                 | 76                    | Sacha Modolo            | 63º                   | 136                  | Marcel Kalz          | R 3ª                 |
| 17                  | Danilo Hondo           | 45º                 | 77                    | Marco Frapporti         | 86º                   | 137                  | Marcello Barth       | R 3ª                 |
| 18                  | Alessandro Spezialetti | 90º                 | 78                    | Marcello Pavarin        | 70º                   | 138                  | Marcus Bauer         | 95º                  |
| Team Katusha        | Team Katusha           | Team Katusha        | Bbox Bouygues Telecom | Bbox Bouygues Telecom   | Bbox Bouygues Telecom | Meridiana-Kamen Team | Meridiana-Kamen Team | Meridiana-Kamen Team |
| 21                  | Pavel Brutt            | 53º                 | 81                    | Giovanni Bernaudeau     | 66º                   | 141                  | Salvatore Commesso   | 78º                  |
| 22                  | Denis Galimzjanov      | 105º                | 82                    | Freddy Bichot           | 84º                   | 142                  | Stefano Usai         | 80º                  |
| 23                  | Sergej Klimov          | 42º                 | 83                    | Franck Bouyer           | 85º                   | 143                  | -                    |                      |
| 24                  | Maxime Vantomme        | 49º                 | 84                    | Laurent Lefèvre         | 32º                   | 144                  | Nicola D'Andrea      | 61º                  |
| 25                  | Luca Mazzanti          | 18º                 | 85                    | Guillaume Le Floch      | 73º                   | 145                  | Aurélien Passeron    | 74º                  |
| 26                  | Evgenij Petrov         | 16º                 | 86                    | Pierre Roland           | 22º                   | 146                  | Oļegs Meļehs         | R 1ª                 |
| 27                  | Alexandr Pliuschin     | NP 4ª               | 87                    | Johann Tschopp          | 24º                   | 147                  | Juraj Ugrinić        | 113º                 |
| 28                  | Egor Silin             | 87º                 | 88                    | Thomas Voeckler         | 3º                    | 148                  | Bruno Radotić        | 99º                  |
| Team RadioShack     | Team RadioShack        | Team RadioShack     | Androni Giocattoli    | Androni Giocattoli      | Androni Giocattoli    | Amore & Vita-Conad   | Amore & Vita-Conad   | Amore & Vita-Conad   |
| 31                  | Janez Brajkovič        | 4º                  | 91                    | Alberto Loddo           | 101º                  | 151                  | Jurij Metlušenko     | 102º                 |
| 32                  | Matthew Busche         | 56º                 | 92                    | Michele Scarponi        | 7º                    | 152                  | Volodymyr Starčyk    | 65º                  |
| 33                  | Ben Hermans            | 21º                 | 93                    | Fabrice Piemontesi      | R 2ª                  | 153                  | Serhij Hrečyn        | 107º                 |
| 34                  | Chris Horner           | 2º                  | 94                    | Massimo Giunti          | 27º                   | 154                  | Fausto Fognini       | 69º                  |
| 35                  | Markel Irizar          | 64º                 | 95                    | Fabio Taborre           | 23º                   | 155                  | Nicholas Sanderson   | 106º                 |
| 36                  | Geoffroy Laquatre      | 28º                 | 96                    | Alessandro Bertolini    | 100º                  | 156                  | Konstantin Volik     | NP 5ª                |
| 37                  | Ivan Rovnyj            | 13º                 | 97                    | Damiano Margutti        | 97º                   | 157                  | Jarosłav Dąbrowski   | NP 5ª                |
| 38                  | Dmitrij Murav'ëv       | 38º                 | 98                    | Luca Solari             | 67º                   | 158                  | Jakub Novák          | 88º                  |
| Footon-Servetto     | Footon-Servetto        | Footon-Servetto     | De Rosa-Stac Plastic  | De Rosa-Stac Plastic    | De Rosa-Stac Plastic  |                      |                      |                      |
| 41                  | José Alberto Benítez   | 30º                 | 101                   | Cristiano Salerno       | 9º                    |                      |                      |                      |
| 42                  | Thomas Patrick Faiers  | 98º                 | 102                   | Damiano Caruso          | 5º                    |                      |                      |                      |
| 43                  | Fabio Felline          | 25º                 | 103                   | Matteo Montaguti        | 51º                   |                      |                      |                      |
| 44                  | David Gutiérrez        | 57º                 | 104                   | Riccardo Chiarini       | 15º                   |                      |                      |                      |
| 45                  | -                      |                     | 105                   | Jure Golčer             | 29º                   |                      |                      |                      |
| 46                  | Michele Merlo          | R 4ª                | 106                   | Oleg Berdos             | 54º                   |                      |                      |                      |
| 47                  | Martin Pedersen        | 117º                | 107                   | Giairo Ermeti           | 103º                  |                      |                      |                      |
| 48                  | Aitor Pérez            | 17º                 | 108                   | Giorgio Brambilla       | 112º                  |                      |                      |                      |
| ISD-Neri            | ISD-Neri               | ISD-Neri            | Ceramica Flaminia     | Ceramica Flaminia       | Ceramica Flaminia     |                      |                      |                      |
| 51                  | Giovanni Visconti      | 10º                 | 111                   | Giampaolo Caruso        | 36º                   |                      |                      |                      |
| 52                  | Leonardo Scarselli     | 91º                 | 112                   | Filippo Baggio          | 108º                  |                      |                      |                      |
| 53                  | Oscar Gatto            | 35º                 | 113                   | Enrico Rossi            | 44º                   |                      |                      |                      |
| 54                  | Paolo Longo Borghini   | 37º                 | 114                   | Daniele Colli           | 50º                   |                      |                      |                      |
| 55                  | Diego Caccia           | 75º                 | 115                   | Luca Celli              | 62º                   |                      |                      |                      |
| 56                  | Emanuele Vona          | 81º                 | 116                   | Massimiliano Gentili    | 19º                   |                      |                      |                      |
| 57                  | Simon Clarke           | 34º                 | 117                   | Leonardo Giordani       | 58º                   |                      |                      |                      |
| 58                  | Carlo Scognamiglio     | 96º                 | 118                   | Alessandro Maserati     | 94º                   |                      |                      |                      |